# (44314) 1998 RV15
1998 أر في 15 (ويعرف أيضًا باسم (44314) 1998 أر في 15 وفق تسمية الكوكب الصغير) (بالإنجليزية: 1998 RV15)‏؛ هو كويكب ضمن حزام الكويكبات.
اكتُشف هذا الجُرم الفلكي بواسطة برنامج شميدت للكويكبات في بكين في 4 سبتمبر 1998، وترتيبه 44314 من حيث الاكتشاف.

## الوصف
اكتُشف 443141998RV في 4 سبتمبر 1998 في محطة شينغلونغ، الواقع في جبال يان، مقاطعة خبي في الصين، بواسطة برنامج شميدت للكويكبات في بكين. وقد رصد المشروع 1,451 مشاهدة للكويكب إلى غاية 8 يوليو 2021 بتوقيت منطقة المحيط الهادئ، أي في مدة قدرها 8,256 يومًا (22.6 عام). تستغرق الفترة المدارية للكويكب 1,590 يومًا (4.4 عام).

## الخصائص المدارية
يتميز مدار هذا الكويكب بنصف محور رئيسي يبلغ 2.67 وحدة فلكية، وحضيض قدره 2.17 وحدة فلكية، وانحراف قدره 0.187 وزاوية ميلان 12.4 درجة بالنسبة لمسار الشمس. بسبب هذه الخصائص، أي نصف المحور الرئيسي بين 2 و3.2 وحدة فلكية وحضيض أكبر من 1,666 وحدة فلكية، يُصنف هذا الجُرم الفلكي وفقًا لقاعدة بيانات مختبر الدفع النفاث لأجرام النظام الشمسي الصغيرة كائنًا من حزام الكويكبات الرئيسي.

## وصلات خارجية
- (44314) 1998 RV15 في قاعدة بيانات مختبر الدفع النفاث لأجرام النظام الشمسي الصغيرة

- الاكتشاف · مخطط المدار ·  العناصر المدارية · المعلمات المادية

- (44314) 1998 RV15 على موقع ويكي سكاي: DSS2, SDSS, GALEX, IRAS, Hydrogen α, X-Ray, Astrophoto, Sky Map, Articles and images